# Antennatus
Genre
Antennatus est un genre de poissons de la famille des Antennariidae (antennaires ou poissons-grenouilles). 

## Liste d'espèces
Selon World Register of Marine Species (12 novembre 2014) :
- Antennatus analis (Schultz, 1957) -- Océan pacifique
- Antennatus bermudensis (Schultz, 1957) -- Caraïbes
- Antennatus coccineus (Lesson, 1831) -- Indo-pacifique tropical
- Antennatus dorehensis (Bleeker, 1859) -- indo-pacifique tropical
- Antennatus duescus (Snyder, 1904) -- Hawaii
- Antennatus flagellatus Ohnishi, Iwata & Hiramatsu, 1997 -- Japon
- Antennatus linearis Randall & Holcom, 2001 -- Indo-pacifique
- Antennatus nummifer (Cuvier, 1817) -- Indo-pacfiique et Afrique de l'ouest
- Antennatus rosaceus (Smith & Radcliffe, 1912) -- Mer Rouge et région indonésienne
- Antennatus sanguineus (Gill, 1863) -- Pacifique est
- Antennatus strigatus (Gill, 1863) -- Pacifique est
- Antennatus tuberosus (Cuvier, 1817) -- Indo-pacifique tropical (discontinu)

Il est à noter que ce genre est extrêmement proche du genre-type de la famille, Antennarius. Il n'en a été séparé qu'en 1957, et des confusions existent encore dans de nombreuses sources. 

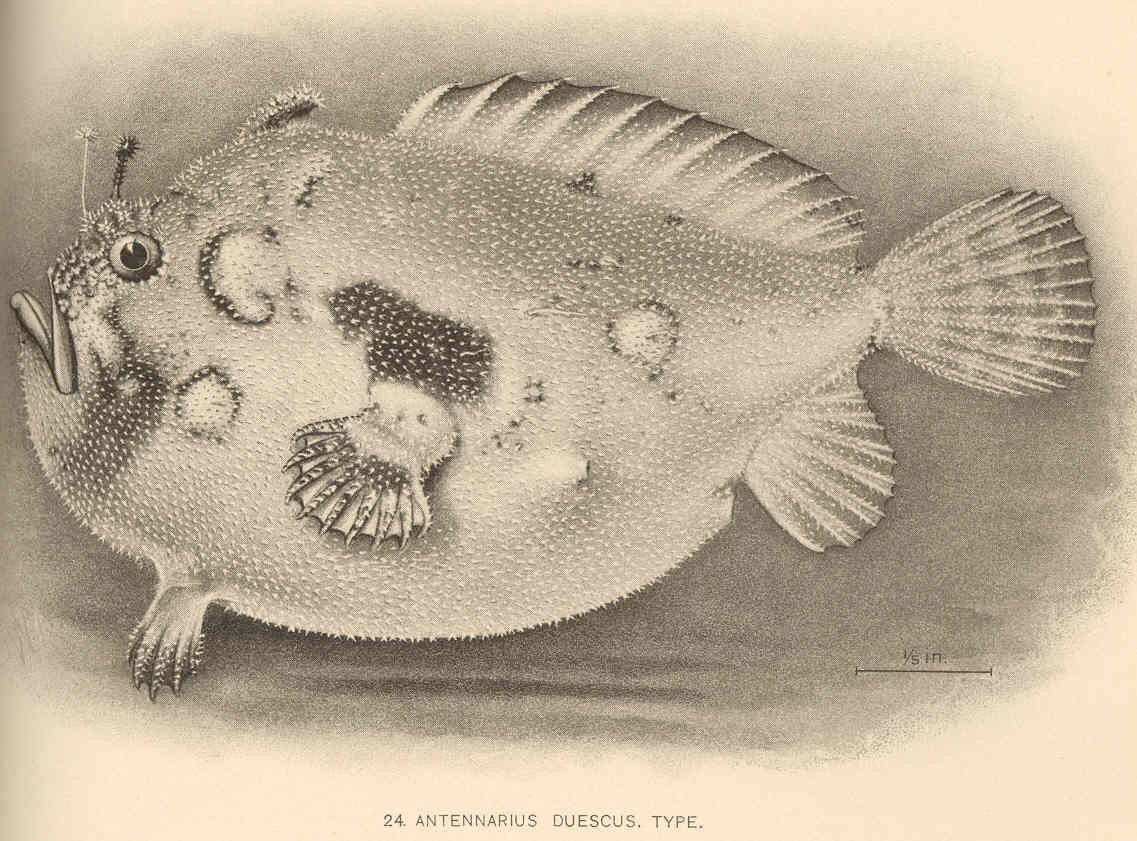
Antennarius duescus
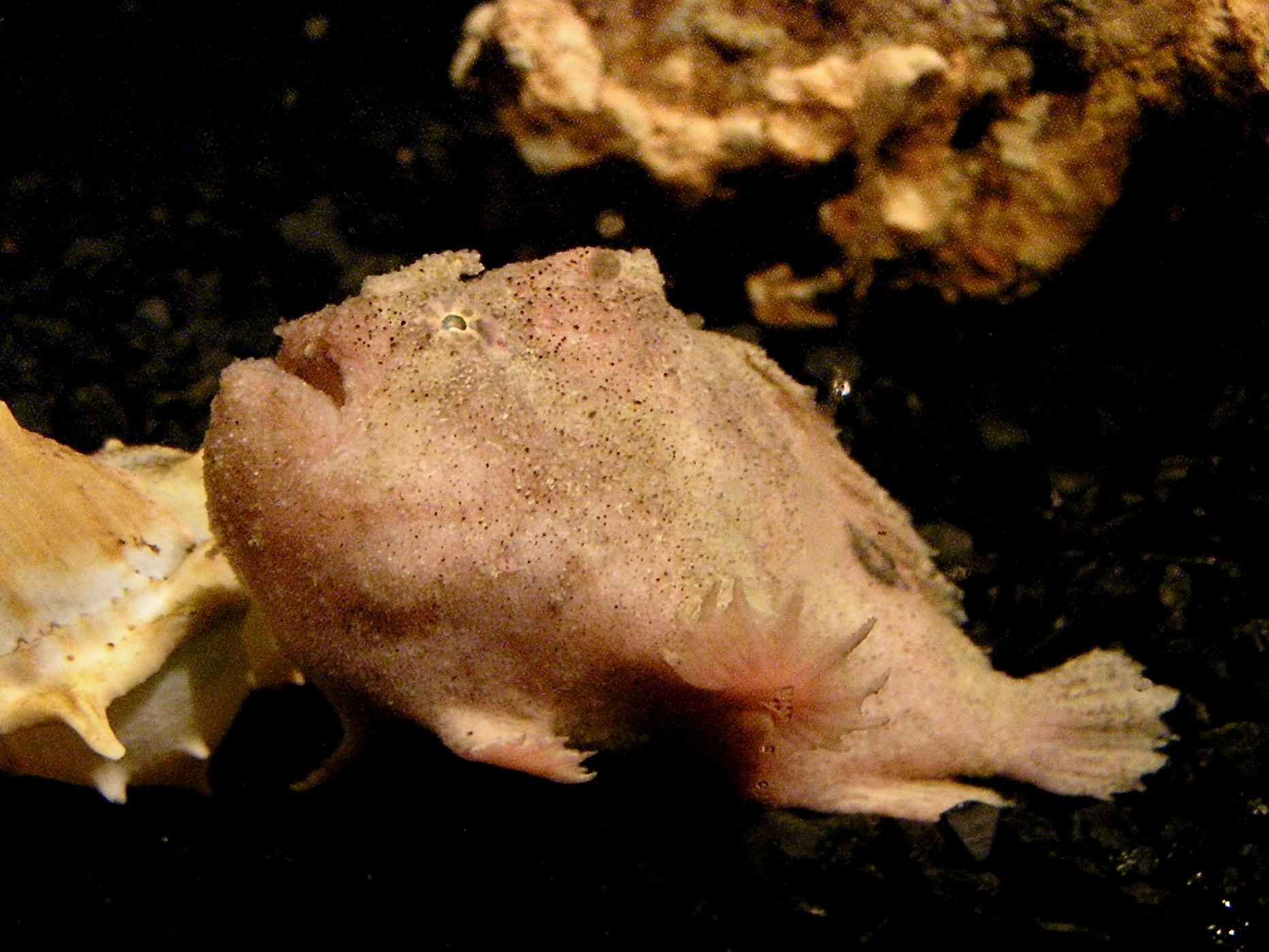
Antennatus nummifer, aquarium Sea Life Bangkok Ocean World, Bangkok, Thaïlande
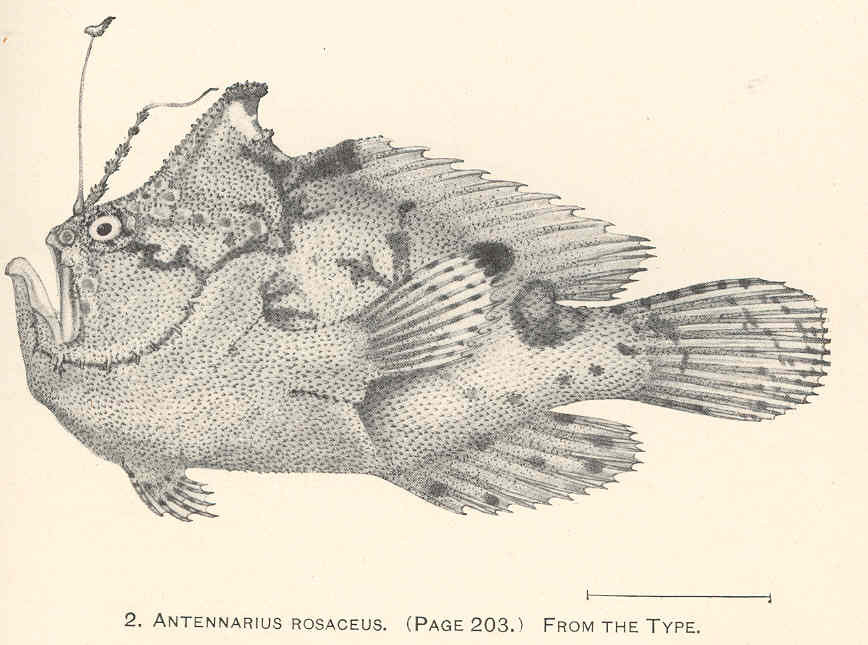
Antennarius rosaceus
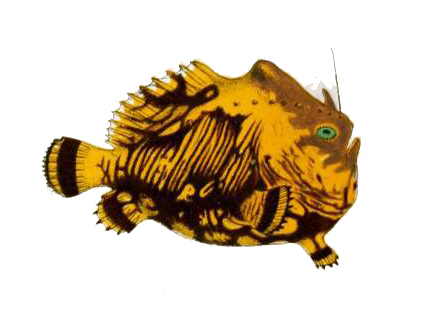
Antennatus tuberosus